# Lâu đài Salgó

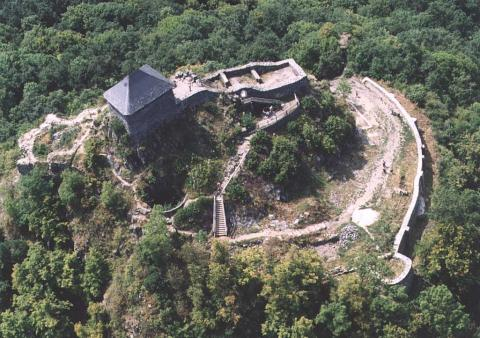
Tàn tích của Lâu đài Salgó.

Lâu đài Salgó là một thành trì của Hungary gần Salgótarján (Nógrád) cách thủ đô Budapest khoảng 120 km.

## Lịch sử
Ban đầu nơi đây chỉ là một tảng đá hình vuông nằm trên đỉnh núi, mọi người gọi nó với cái tên thân thuộc "Salgó" mang ý nghĩa là "ánh sáng", tuy nhiên không có tài liệu chính xác nào chỉ ra cái tên này là của đỉnh núi hay lâu đài sau khi được xây dựng. Vào thế kỉ 13, gia tộc Kacsics là những lãnh chúa cai trị khu vực xung quanh ngọn đồi này, họ cho xây dựng tòa lâu đài này để chuẩn bị chống lại quân Tartar trong thời kỳ xâm lược của người Mông Cổ (1241-1242). Điều này làm cuộc tấn công của quân Tartar trước các pháo đài trở nên khó khăn hơn. Sau cuộc xâm lược của vua Hung là Béla IV, vua đã ra lệnh xây dựng và hỗ trợ việc xây dựng các công sự của trang viên và thị trấn cũng như việc xây dựng các thành trì mới.
Salgó có cấu trúc xây dựng ban đầu bao gồm một tòa tháp nhỏ (7,5m x 9,5m), một lâu đài nhỏ cùng với hai bể chứa nước, một to một nhỏ để phục vụ nhu cầu sinh hoạt và chữa cháy cho lâu đài. Việc này gặp rất nhiều khó khăn. Với kết cấu ban đầu người ta cho rằng nơi đây để giam cầm phạm nhân.
Năm 1460, pháo đài rơi vào tay người Hussites và cùng năm thì Vua Mathias Đệ nhất chiếm lại, trao pháo đài cho Imre Szapolyai. Thời điểm này là thời gian tuyệt vời của Salgó, khi sân dưới lâu đài được mở rộng và sân phía trên được xây mái che, khu vực sân này trở thành khu vực sinh hoạt. Trong sân lâu đài thấp hơn có chuồng ngựa và nhà kho. Vào thế kỷ 16, một tòa thành ngũ giác khổng lồ có thích thước 14 x 15 m xây dựng ở phía đông của lâu đài. Thực tế, các lãnh chúa không sống trong lâu đài này thay vào đó là những người quản lý lâu đài.
Trải qua nhiều lần gia cố, tòa lâu đài vẫn không thể chống lại cuộc tấn công của người Thổ Nhĩ Kỳ (Ottoman). Truyền thuyết kể lại rằng, Kara Hamza bey, thống đốc của Szécsény và Hatvan đã sử dụng trí thông minh của ông để chiếm lấy lâu đài, ông cho những người lính của mình thay những khẩu pháo bằng các thân cây và liên tục đẩy chúng di chuyển bên dưới thành, nhằm đánh lừa người trong lâu đài Salgó. Quân phòng thủ trong lâu đài nghĩ rằng đó là pháo thật vì họ không thể nhìn rõ trong sương mù nên họ đã giao nộp lâu đài Salgó.
Cha của Bálint Balassi, nhà thơ vĩ đại của Hungary, người sở hữu pháo đài sau khi người Thổ Nhĩ Kỳ tiến vào trong đó. Sau sự ra đi của ông, các con trai ông là Bálint và Ferenc Kövér tranh chấp nhau quyền sở hữu nơi đây và một vụ kiện tụng lớn diễn ra.
Năm 1593, Michael Pálffy và Christof Tieffenbach chú ý đến Salgó. Trong cuộc vây hãm Esztergom vào năm 1954, Bálint Balassi qua đời. Người cháu của ông nhận quyền thừa kế nơi này nhưng sau đó lại để nó rơi vào quên lãng. Năm 1845, Sándor Petőfi một nhà thơ vĩ đại và nổi tiếng khác của Hungary leo lên tàn tích của Salgó với bầu không khí của tàn tích đã khiến ông viết bài thơ lãng mạn của mình: Salgó. Đây là một câu chuyện bi thảm về gia tộc Kompolti, lãnh chúa của Salgó, những người đã thống trị nơi đây dưới quyền lực của họ. Câu chuyện dựa trên một truyền thuyết địa phương.
Ngày nay, Salgó là một địa điểm du lịch đẹp nổi tiếng.

## Một số hình ảnh chụp Lâu đài Salgó từ trên cao

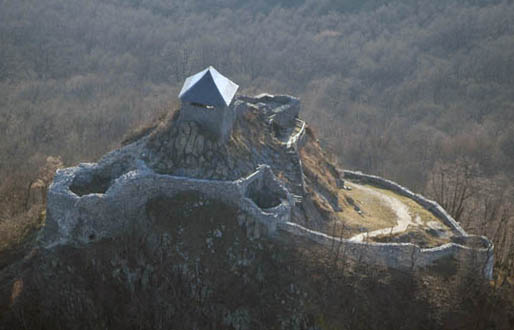
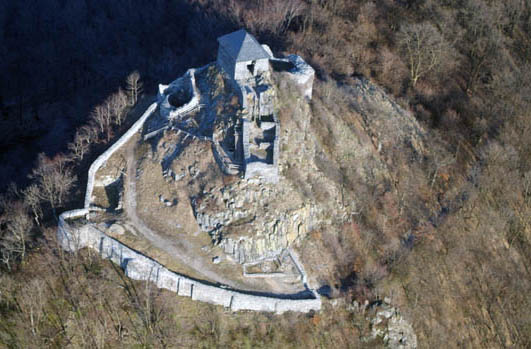
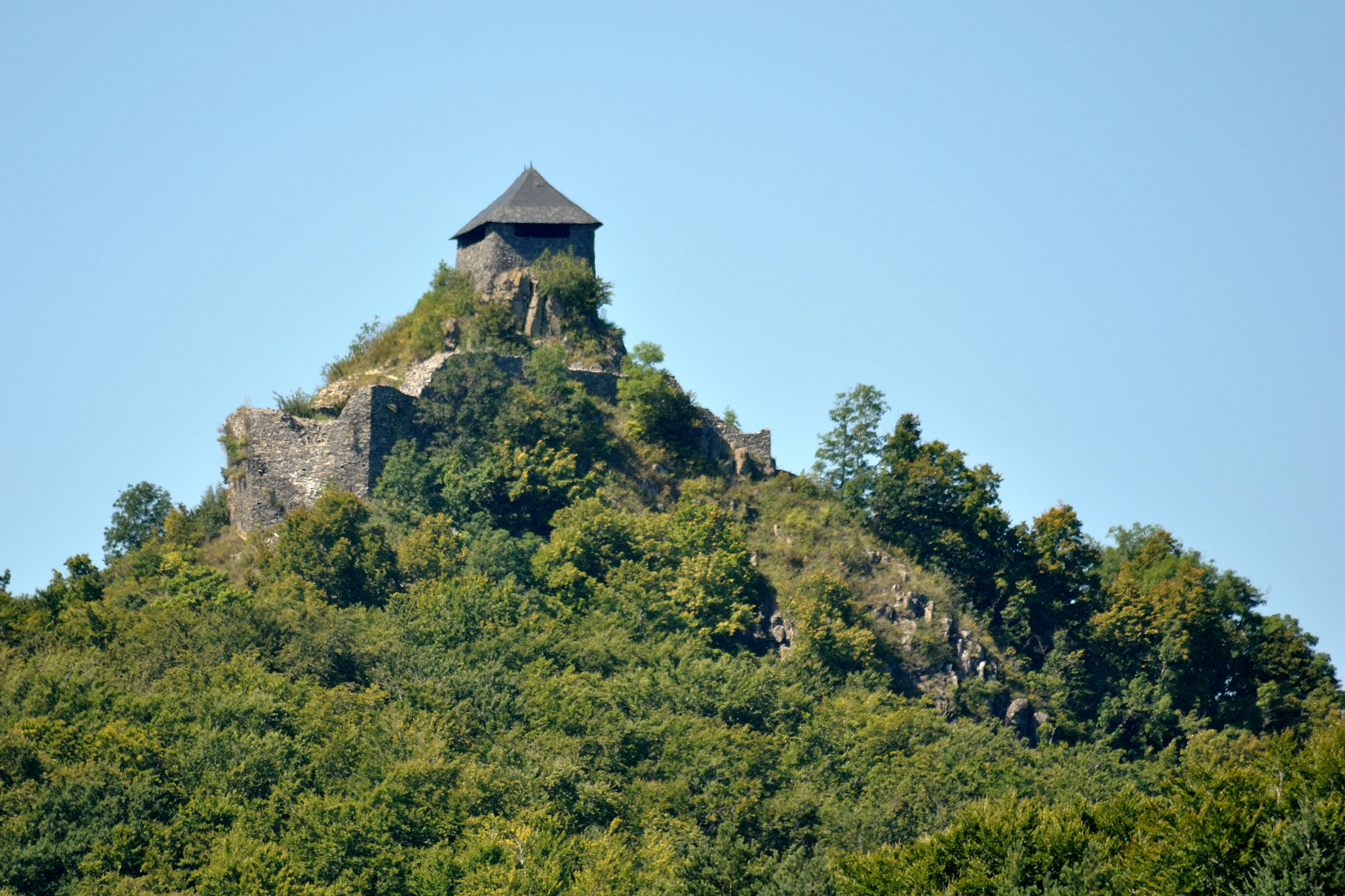
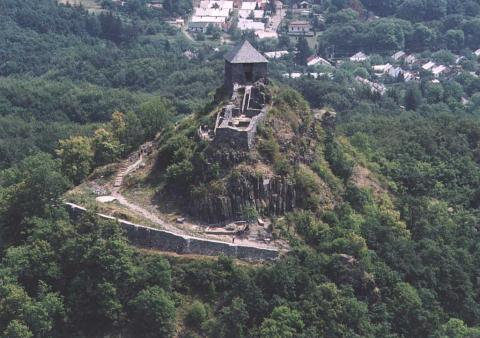
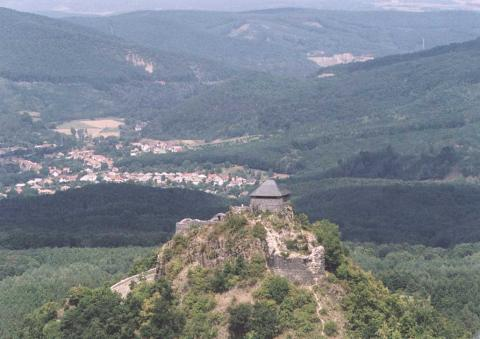